# 마크로 (기업)

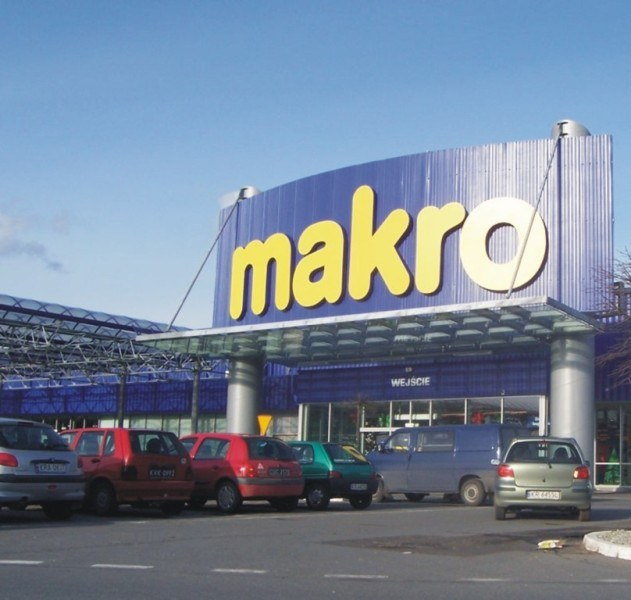
폴란드 크라쿠프에 소재한 마크로 점포

마크로(네덜란드어: Makro)는 네덜란드에 본사를 둔 종합 유통기업이다. 2017년 9월 현재 네덜란드에 17개의 지점이 있으며, 벨기에에 6개의 지점이 있다. 그 외에는 타이, 브라질, 베네수엘라, 남아프리카 공화국, 폴란드에 지점이 있다. 모기업은 SUV 홀딩스로, 네덜란드에서 1968년 첫 점포를 열었고, 이후 1970년 벨기에에 첫 점포를 연 것을 시작으로 유럽 여러 나라에 대형할인점·하이퍼마켓 사업을 확장하였다. 1980년대 중반 ~ 1990년대 중반에는 아시아, 미국에도 진출하였으나, 타이, 남아프리카 공화국, 베네수엘라, 브라질, 폴란드를 제외한 나머지를 1980년대 후반부터 2010년대 초반까지 모두 매각했다. 점포 형태는 프라이스클럽과 동일한 창고형 할인매장이다.
대한민국에는 유통시장 완전개방이 시행된 지 2주가 지난 1996년 1월 17일에 외국 대형 유통업체로는 최초로 대한민국에 직접투자로 인천에 점포를 개설하였고(대한민국에 최초로 진출한 프라이스클럽은 신세계와의 합작이다.), 1997년까지 인천점, 일산점, 분당점, 대전점 총 4개 매장을 순서대로 열었으나 1998년 7월 미국 월마트에 대한민국 내 점포와 부지를 매각하고 철수하였다. 대한민국 내에서 한 중소유통업체가 월마트 상표권을 미리 등록해놓은 상태였으므로, 월마트는 마크로를 인수한 이후 1999년 7월까지 월마트 상표를 쓰지 못하고 마크로라는 이름으로 영업을 해야 했다. 이로 인하여 월마트가 초기에 사업을 제대로 확장하지 못해 대한민국 시장을 제대로 연구하지 못해서 선점효과를 누리지 못하면서 대한민국 내에서 부진해서, 결국 이마트에 사업을 모두 매각하고 철수하게 되었다는 분석도 있다.이마트 점포 중 이마트 트레이더스 송림점(인천광역시), 덕이점(고양시), 구성점(용인시), 월평점(대전광역시)의 4개 점포는 마크로의 점포로 개설되었다.
한편 말레이시아의 마크로는 2006년 12월 영국 테스코에 인수되었고, 중국과 인도네시아의 마크로는 각각 2007년 12월과 2008년 10월에 대한민국 롯데쇼핑에 인수되었다. 중국의 마크로 점포는 2008년 5월 롯데마트로 이름이 바뀌었고, 인도네시아의 마크로 점포는 2010년 4월 롯데마트로 이름을 바꾸었다.